# Паркер (Аризона)
Па́ркер (англ. Parker) — город в США, столица округа Ла-Пас штата Аризона.

## Описание
Паркер находится в западной части округа, в непосредственной близости от границы с Калифорнией, на берегу реки Колорадо. Климат характеризуется тёплой зимой и очень жарким летом: средняя температура летних месяцев составляет +38…+43°С, зимних — +4…+10°С. Самый жаркий день в Паркере был зарегистрирован 7 июля 1905 года, когда температура воздуха в тени составила +53°С; температурный минимум — 31 декабря 1911 года, который составил -13°С.
Неподалёку от Паркера расположен аэропорт Avi Suquilla Airport, в черте города пересекаются железные дороги Arizona and California Railroad, через Паркер проходит автомобильная трасса Arizona State Route 95.

## История
Город был основан в 1908 году и был назван в честь Эли Паркера — первого индейца, получившего звание бригадного генерала и должность комиссара по индейским делам. Тем не менее в некоторых источниках утверждается, что датой основания населённого пункта следует считать 6 января 1871 года, когда в семи километрах от нынешнего Паркера было открыто почтовое отделение, обслуживающее индейскую резервацию.

## Демография
Расовый состав:
- Белые — 62,0%
- Афроамериканцы — 1,9%
- Азиаты — 0,9%
- Коренные американцы — 23,1%
- Гавайцы или уроженцы Океании — 0,2%
- Две и более расы — 4,5%
- Прочие — 7,5%
- Латиноамериканцы (любой расы) — 29,8%